# Guy Barrabino
Guy Barrabino (17 de enero de 1934-10 de noviembre de 2017) fue un deportista francés que compitió en esgrima, especialista en la modalidad de florete. Ganó una medalla de bronce en el Campeonato Mundial de Esgrima de 1963 en la prueba por equipos.

## Palmarés internacional
| Campeonato Mundial | Campeonato Mundial | Campeonato Mundial | Campeonato Mundial  |
| Año                | Lugar              | Medalla            | Prueba              |
| ------------------ | ------------------ | ------------------ | ------------------- |
| 1963               | Danzig (Polonia)   | Medalla de bronce  | Florete por equipos |